# Пенсионное обеспечение в России
Пенсио́нное обеспе́чение в Росси́и — совокупность действующих в Российской Федерации (РФ) правовых, экономических и организационных институтов и норм, имеющих целью предоставление гражданам материальной поддержки в виде пенсии.
Социальная пенсия для мужчин — с 65 лет, для женщин — с 60, с 2028 года социальную пенсию будут платить в 70 лет для мужчин, а в 65 лет  для женщин (продолжительность жизни мужчин в РФ меньше 70 лет).

## История

### Древняя Русь, царская Россия (до 1917)
Впервые пенсионное обеспечение появилось в России ещё в древние времена: князья и воеводы обеспечивали членов своих дружин в случае ранений и в старости.
Вплоть до XIX века пенсионное обеспечение носило избирательный характер и затрагивало прежде всего воинское сословие. Обязательным условием получения пенсии была безукоризненная служба.
При Павле Первом, если по завершении военной службы гражданин поступал на государственную гражданскую службу, пенсию не платили, но устанавливали надбавку, чтобы содержание было не меньше пенсии[что?].
В 1820-х годах был принят «Устав о пенсиях и единовременных пособиях государственным служащим (военным и гражданским)», а внутри министерства финансов был создан централизованный пенсионный фонд для выплат пенсий и пособий.
Право на пенсионное обеспечение в Российской империи давала государственная служба. Право на получение пенсий и единовременных пособий распространялось на каждого, кто беспорочно прослужил определённое число лет в военной, придворной или гражданской службе. Казённые пенсии и пособия давались за «долговременную и беспорочную службу», а также «из внимания к особому усердию в исполнении должностей» и к утрате трудоспособности на службе.
Во второй половине XIX века пенсионное обеспечение помимо военных и государственных гражданских служащих стало охватывать и работников частных предприятий.
К концу существования Российской империи пенсионное обеспечение было как частным, так и государственным, а в системе дополнительного социального обеспечения в конце XIX века насчитывалось 200 ведомственных эмеритальных касс. Несмотря на это система пенсионного обеспечения охватывала меньше трети населения. К 1914 году пенсию получали чиновники, офицеры, учителя, учёные и инженеры казённых заводов, врачи и фельдшера казённых больниц и рабочие казённых заводов.

### Советский период (1917—1991)
После Февральской революции все прежние пенсионные выплаты были сохранены. Со сменой политического режима в октябре 1917 «царские» пенсионные выплаты некоторое время сохранялись, однако впоследствии были отменены. Вместо них были введены специальные пособия по нетрудоспособности для тех категорий населения, на которых опиралась новая власть — в основном для солдат (впоследствии — красноармейцев) и работников промышленности.
В частности, в 1917 году вышло постановление «О выдаче процентных надбавок к пенсиям военно-увечных», в 1918 году — постановление «Об утверждении Положения „О социальном обеспечении трудящихся“». В основу данной системы государственного обеспечения был положен «страховой принцип», то есть учреждался Всероссийский фонд социального обеспечения, пополняемый за счёт страховых взносов работодателей. В число субъектов пенсионного обеспечения официально входили и некоторые категории крестьян, однако объём их поддержки был минимален и носил формальный характер.
С переходом к новой экономической политике в стране сложилось три основные формы пенсионного обеспечения: 1) социальное страхование, 2) государственное обеспечение, 3) общественная взаимопомощь, при этом большинство выплат продолжало обеспечиваться за счёт обязательного социального страхования. Отдельного пенсионного фонда по-прежнему не существовало: все предприятия продолжали выплачивать взносы, из которых формировались пенсионные выплаты.
В 1924 году стали выплачиваться пенсии за выслугу лет для научных работников и преподавателей вузов. А в 1925 году введено пенсионное обеспечение за выслугу лет для учителей городских и сельских школ. Размеры пенсий зависели от уровня заработка, условий труда и состава семьи.
В 1929 году было установлено пенсионное обеспечение как социальное страхование от старости для ряда категорий граждан (рабочих горнорудной и текстильной промышленности), а в 1932 году пенсионное обеспечение было введено для рабочих всех отраслей народного хозяйства. Впрочем, данные выплаты зачастую носили символический характер и были значительно ниже прожиточного минимума.
Система пенсионного обеспечения в современном смысле этого слова была установлена в СССР в 1956 году, с принятием закона «О государственных пенсиях» В законе были прописаны гарантии государственной пенсии, единые основания назначения пенсий, единый возраст и требования к трудовому стажу, единый порядок исчисления размера пенсий. В среднем пенсии по стране были увеличены на 81 %. При этом данная система не касалась членов колхозов — на них пенсионное законодательство стало распространяться только с 1964 г, с принятия закона «О пенсиях и пособиях членам колхозов». До этого колхозы (в соответствии с постановлением президиума ЦИК СССР от 1 февраля 1932 года) могли лишь создавать кассы общественной взаимопомощи для поддержки колхозников при инвалидности, старости, болезни, беременности и родам. Размер сумм, выплачиваемых при помощи таких касс, сильно варьировался от колхоза к колхозу. Зачастую против введения обязательного пенсионного обеспечения для колхозников выступали сами председатели колхозов, опасаясь, что таким образом будут распространяться «иждивенческие настроения».
С принятием Верховным Советом СССР летом 1964 года решения ввести пенсии колхозникам, в стране с 1 января 1965 года установилась единая государственная пенсионная система.
Окончательно система пенсионного обеспечения в СССР была установлена постановлением ЦК КПСС и СМ СССР от 26 сентября 1967 года № 888 «О мероприятиях по дальнейшему повышению благосостояния советского народа», когда с 1 января 1968 года возраст выхода на пенсию у членов колхозов был снижен на 5 лет и потому стал таким же, как у рабочих (55 лет для женщин и 60 — для мужчин). При этом пенсии колхозников по-прежнему оставались значительно ниже, чем пенсии городских жителей, иногда находясь ниже прожиточного минимума, что, однако, компенсировалось наличием подсобного хозяйства у сельских жителей. Пенсия колхозников росла опережающими темпами, что способствовало сближению обеспечения по старости и инвалидности колхозников, рабочих и служащих: в 1975 году средний размер пенсии по возрасту, назначенной по Закону о пенсиях и пособиях членам колхозов, составлял 40 % от «городской», в 1988 году — 58 %.
В советское время формально сами работники ничего не отчисляли в пенсионную систему: взносы в пенсионную систему шли из общественных фондов потребления, которые наполнялись из государственного бюджета и отчислений предприятий (от 4 до 12 % от фонда оплаты труда в зависимости от конкретной отрасли).
Проблемы в пенсионном обеспечении начались ещё в советское время: численность пенсионеров увеличилась с 13,7 млн до 33,8 млн за 1961—1990 годы, что при неизменности тарифов отчислений предприятий вынудило государство увеличивать финансирование пенсий: к 1980 году доля дотаций из союзного бюджета в бюджете государственного социального страхования дошла до 60 %. Соотношение количества пенсионеров к трудоспособным гражданам менялось с течением времени: в 1926 году при общем населении в 92,681 миллиона человек было 7,945 миллиона пенсионеров и 47,830 миллиона трудоспособного населения (1:6), в 1959 году при общем населении в 117,534 миллиона человек было 13,827 миллиона пенсионеров и 68,609 миллиона трудоспособного населения (1:5), в 1979 году при общем населении в 137,410 миллиона человек было 22,436 миллиона пенсионеров и 82,959 миллиона трудоспособного населения (1:4), в 2009 году при общем населении в 141,904 миллиона человек было 30,97 миллиона пенсионеров и 89,266 миллиона трудоспособного населения (1:3), в настоящее время (2020 год) при населении в 146,750 миллиона человек 82 миллиона трудоспособного населения и 36,9 миллиона человек старше трудоспособного возраста, всего пенсию получают 46,480 миллиона человек (1:2,2, 1:1,76)..

### Постсоветская Россия (1991 — 2010-е годы)
Основная статья: Пенсионная реформа в России (2002)
В декабре 1990 года был создан Пенсионный фонд Российской Федерации. Новая кредитно-финансовая организация была создана для выполнения возложенных на нее задач в связи с принятием 20 ноября 1990 года федерального закона «О государственных пенсиях в Российской Федерации», который положил начало формированию в России пенсионной системы нового типа, полностью автономной от общесоюзного бюджета СССР. 
Новый пенсионный закон начал действовать в 1992 году, практически сразу после распада СССР. Пенсии пенсионерам начинают платить из взносов предприятий в Пенсионный фонд. Были отменены системы персональных, отраслевых, региональных и прочих социальных льгот и дифференцированных надбавок к пенсии, и вместо этого учреждалась единая пенсионная система. Закон сохранял пенсионную парадигму СССР с ее социальной направленностю. В частности, закреплялось понятие социальной пенсии для лиц без трудового стажа, пенсия зависела как от заработка так и от трудового стажа, увеличивался список льготных категорий с ранним выходом на пенсию. В результате, увеличение количества пенсионеров при одновременном сокращении числа работающих вынудил для покрытия дефицита ПФ держать суммарный тариф взносов в пенсионный фонд на уровне 29% (28% платил работодатель и 1% платил работник). В результате такого высокого тарифа усилилось уклонение предприятий от взносов в Пенсионный фонд. Так, фактическая ставка отчислений в ПФ (рассчитываемая как отношение фактического объёма страховых взносов, поступивших в ПФ, к фонду начисленной заработной платы всех занятых в экономике) составила в 1996 году всего 18% вместо ожидаемых 29%, т.е. процент уклонения от уплаты взносов в Пенсионный фонд был около 38%. При этом коэффициент замещения, т.е. отношение средней пенсии к средней зарплате, опустился до 23% в 2007 г. при минимальных рекомендованных 40%.  Отношение же числа занятых к числу пенсионеров сократилось с 2.3 в 1990 г. до 1.7 в 2002 г.
Началом нового этапа модернизации пенсионной системы стало принятие Федерального закона от 15 декабря 2001 года «Об обязательном пенсионном страховании в Российской Федерации». Основной целью стало преодоление уравнительности всех видов пенсий, повышение реального размера пенсий, переход на страховые принципы. Пенсия стала включать в себя три составляющие: базовую, страховую, и накопительную. Была введена двухуровневая система управления накопительной частью пенсии: закон предоставил гражданам право самостоятельно распорядиться страховыми отчислениями, выбирая в качестве управляющей компании государственный Пенсионный фонд России или один из негосударственных инвестиционных фондов.

## Современность (с 2015): общие сведения
В России существует система обязательного пенсионного страхования и пенсионное обеспечение гарантировано всем гражданам страны. Пенсионная система России в современном виде введена с 1 января 2015 года и включает в себя отношения по формированию, назначению и выплате следующих видов пенсий: социальная (полагается всем вне зависимости от стажа), страховая (полагается только тем, кто успел накопить необходимое число пенсионных баллов) и накопительная (её успело накопить только меньшинство пенсионеров). Также существуют доплаты к пенсии за детей. В 2017 году пенсии получали 43 млн граждан России[1].
Для расчёта размера будущей пенсии используют пенсионный калькулятор. «Серая зарплата», по некоторым оценкам, может уменьшить размер будущей пенсии в 2 раза. Существует 3 основания для назначения страховой пенсии по старости: достижение пенсионного возраста (по конец 2018 года, в стандартном случае: 60 лет для мужчин и 55 лет для женщин), наличие необходимого страхового (трудового) стажа и достаточная величина индивидуального пенсионного коэффициента (балла). При этом необходимая величина трудового стажа и величина индивидуального пенсионного коэффициента будут постоянно увеличиваться. При преимущественно теневой зарплате люди могут вообще не набрать баллов для страховой пенсии. По состоянию на 2020 год для получения страховой пенсии надо было иметь 11 лет стажа и 18,6 балла.
Человек, достигший пенсионного возраста, но не получивший пенсию из-за нехватки баллов, может недостающие баллы официально приобрести за определенную сумму денег. В этом случае он выходит на пенсию как и его одногодки, набравшие достаточно стажа и баллов. По состоянию на 1 января 2020 года в России насчитывалось 4637 человек, докупивших себе баллы.
На 2018 год тарифная ставка на отчисления в пенсионный фонд составляет 22 % при страховых взносах не выше определённой величины, а при её превышении — 10 %. Предельная величина базы, выше которой взимается пониженный тариф страховых взносов, меняется каждый год и, например, в 2019 году составляла 1 150 000 рублей для ПФР и 865 000 — для ФСС.
На каждого отчисляющего взносы в пенсионный фонд открывается индивидуальный лицевой счет.
Граждане России вправе отложить свой выход на пенсию по старости на срок от 1 года до 10 лет. При более позднем выходе пенсия увеличивается. Так, по состоянию на 2020 год повышающий коэффициент при выходе на пенсию на 1 год позже составляет 1,07 для страховой пенсии и 1,056 для фиксированной выплаты. В случае, если гражданин отложил выход на пенсию на 10 лет, то эти коэффициенты составят 2,32 и 2,11 соответственно. В 2019 году число граждан, отложивших выход на пенсию по старости, составило (по данным Пенсионного фонда Российской Федерации) 30 тысяч человек.
Согласно индексу AgeWatch, Россия в 2014 году заняла 65-е место в общем рейтинге по обеспеченности жизни пенсионеров, а по занятости и образованию — 21-е. По другим данным, Россия занимает 40-е место из 43 стран по условиям жизни для пенсионеров. При этом пенсия главы Ханты-Мансийска — 127 000—213 000 рублей при средней пенсии в регионе в 18 200 рублей, глава Екатеринбурга получает пособие по выслуге лет от 107 000 до 156 000 рублей при средней пенсии в регионе в 13 600 рублей, мэр Воронежа в 2017 году получал от 190 000 до 320 000 рублей при средней пенсии не больше 11 000 рублей, глава Улан-Удэ получал 190 000—260 000 рублей при средней пенсии в 12 700 рублей, а глава Ростова-на-Дону получает 122 000—166 000 рублей.
Низкий уровень пенсионного обеспечения самих пенсионеров и доходов (зарплат) их ближайших родственников (детей и т. д.) побуждает сохранивших трудоспособность пенсионеров продолжать работать и после выхода на пенсию: в 2015 году работало 36 % всех получателей пенсий, а после прекращения индексации работающим пенсионерам их доля снизилась до 22 % в 2018 году. По состоянию на 2020 год работающие пенсионеры ограничены в праве на перерасчёт пенсии по старости — с учётом выплаченных работодателем взносов. По итогам истёкшего года работающий пенсионер может получить не более трёх пенсионных баллов.
Уровень занятости пенсионеров значительно различается в северных и южных регионах. На Дальнем Востоке доля пенсионеров, которые продолжают работать, значительно выше средней по России. Так, на Чукотке в 2019 году уровень занятости пенсионеров достигал 57 %. В северных регионах установлен более ранний порог выхода на пенсию. В то же время в республиках Северного Кавказа высокая доля пенсионеров, занятых в неформальном секторе.
Военные пенсионеры имеют право получать и вторую (страховую) пенсию, но условия ее получения с 2015 года сильно ужесточились.
В пенсионной системе Российской Федерации на федеральном уровне существует два типа пенсий, которые различаются по источнику их финансового обеспечения:
Первый и основной тип — это страховые пенсии, которые получает большинство пенсионеров в России. Право на такую пенсию возникает вследствие уплаты в течение определённого периода времени страховых взносов в систему обязательного пенсионного страхования. Основным источником выплаты этих пенсий являются средства, формируемые за счёт указанных страховых взносов. Установление страховых пенсий производится в соответствии с Федеральным законом «О страховых пенсиях» от 28.12.2013 № 400-ФЗ.
Ко второму типу относятся пенсии по государственному пенсионному обеспечению, которые выплачиваются за счёт средств федерального бюджета. Эти пенсии находятся вне системы обязательного пенсионного страхования. Право на эти пенсии возникает не в связи с тем, что в период работы или другой деятельности за соответствующего гражданина отчислялись обязательные пенсионные страховые взносы (единый социальный налог (взнос)), а в силу других обстоятельств, определённых в Федеральном законе от 15.12.2001 № 166-ФЗ «О государственном пенсионном обеспечении в Российской Федерации».
В соответствии с пунктом 1 ст. 2 Федерального закона от 27.05.03 № 58-ФЗ «О системе государственной службы Российской Федерации», данная система включает в себя следующие виды государственной службы: государственная гражданская служба, военная служба, правоохранительная служба. Государственная гражданская служба подразделяется на федеральную государственную гражданскую службу и государственную гражданскую службу субъекта Российской Федерации[3]. Доплата к пенсии депутатов Государственной Думы устанавливается в таком размере, чтобы сумма пенсии и доплаты к ней при исполнении полномочий депутата от года до трёх лет составляла 55 %, а при исполнении полномочий депутата свыше трёх лет — 75 % ежемесячного денежного вознаграждения депутата Государственной Думы. Размер доплаты пересчитывается при увеличении вознаграждения, выплачиваемого депутатам Государственной Думы[4].
В 2017 году средняя пенсия в России составляла 13,7 тысячи рублей. Тариф страховых взносов в ПФ в 2017 году составлял 22 %.
В 2017 году общий объём пенсий и пособий, выплачивавшихся за месяц Пенсионным фондом РФ, составлял 664,7 млрд рублей, а после Пенсионной реформы, в апреле 2020 года, уменьшился до 469,2 млрд рублей.

### Текущие изменения (начиная с 2019 г.)
Осенью 2018 года, несмотря на массовые протесты россиян, был принят закон о повышении пенсионного возраста (точное название документа: «Федеральный закон от 03.10.2018 № 350-ФЗ „О внесении изменений в отдельные законодательные акты Российской Федерации по вопросам назначения и выплаты пенсий“»). Согласно принятой схеме, при сохранении прежней структуры пенсионной системы в целом, возраст выхода на страховую пенсию по старости для мужчин (женщин) 1959 (1964) года рождения повысится до 60,5 (55,5) лет, 1960 (1965) года рождения — до 61,5 (56,5) лет, 1961 (1966) года — до 63 (58) лет, 1962 (1967) года — до 64 (59) лет, а с 1963 (1968) года рождения составит 65 (60) лет. Параллельно будет расти возраст выхода на социальную пенсию: так, мужчины (женщины) 1954 (1959) года рождения смогут получать её в 65,5 (60,5) лет, а с 1958 (1963) года рождения — только в 70 (65) лет. Досрочный выход на пенсию для отдельных категорий граждан сохраняется.
Российские пенсионеры, достигшие возраста 80 лет, получили с 2019 года право на надбавку к пенсии по старости в размере 5334 рублей (размер фиксированной выплаты в 2018 году составлял 4892 рубля).
В марте 2019 года Государственная Дума приняла закон, по которому предусматривается индексация всех пенсий. Согласно поправкам, при подсчёте общего материального обеспечения пенсионера из него будет исключена сумма индексации пенсий, ее будут выплачивать сверх величины прожиточного минимума пенсионера, установленного в регионе его проживания. Таким образом, получателю социальной доплаты к пенсии выплата сумм индексации всегда будет обеспечена сверх прожиточного минимума.
1 января 2020 года страховые пенсии были проиндексированы на 6,6 %. В 2020 году, по словам вице-премьера России Татьяны Голиковой, средний размер пенсий составит 15 000 рублей, а средний размер страховых пенсий по старости для неработающих пенсионеров — 16 400 рублей.
В конце сентября 2022 года глава Минтруда Антон Котяков сообщил о повышении с 1 января 2023 года пенсий по старости для неработающих россиян на 4,8 %, что увеличит их средний размер до 21 864 рублей.
Поскольку с 1 июня страховые и социальные пенсии были проиндексированы по указу президента на 10 %, суммарное повышение страховых пенсий составит более 15,28 % за 2022 год, что выше прогнозируемого уровня инфляции в 12,4 %.
В общей сложности в бюджете Социального фонда на выплату пенсий заложено более 9,5 трлн рублей, из которых 9 трлн приходится на страховые пенсии.
По данным Социальном фонда России, по итогам 2022 года рост пенсий превысил темп инфляции в 11,94 %. Средняя страховая пенсия в России составила 20 600 руб, ее увеличение составило 14 %; социальная пенсия — 12 100 рублей (18,9 %); выплаты по инвалидности — 12 500 рублей (13 %). Неплановая индексация пенсий неработающих пенсионеров на 10 %, по информации экспертов, спровоцировало увеличение их числа.
В ноябре 2023 года Госдума приняла в последних чтениях законы об увеличении с 1 января 2024 года пенсий неработающим пенсионерам и с 1 октября 2024 года — пенсий военным и приравненным им лицами. В первом случае, страховые пенсии по старости вырастут на 7,5 % и затронет это более 32 млн граждан; во втором, выплаты вырастут на 4,5 %, а данная мера коснется 2,7 млн человек.
По словам министра труда и социальной защиты России Антона Котякова, работающие пенсионеры в 2025 году будут получать пенсию с учётом индексации 2025 года; в 2026 году — с индексацией 2025, 2026 годов; в 2027 году — с повышением 2025, 2026 и 2027 годов.
На 1 января 2025 года на учёте, в системе Соцфонда России, численность пенсионеров составляла 41 169 796 человек. Из них получали пенсии, человек:
- страховые, по старости — 33 379 424;
- по инвалидности — 2 193 963;
- по потере кормильца — 1 456 262[60].

По состоянию на 1 января 2025 года средний размер пенсии в России достиг уровня 23 175,17 рублей в месяц.

## Страховая пенсия и её разновидности
Страховая пенсия — ежемесячная денежная выплата лицам, достигшим пенсионного возраста.
Законом установлены следующие виды трудовых пенсий[5]:
1. страховая пенсия по старости;
2. страховая пенсия по инвалидности;
3. страховая пенсия по случаю потери кормильца.

Финансирование выплаты трудовой пенсии происходит за счёт страховых взносов, вносимых работодателями. Тариф страхового взноса состоит из солидарной и индивидуальной части. На счетах застрахованных лиц отражается только индивидуальная часть тарифа, а солидарная часть используется для выплаты фиксированной выплаты к пенсии.
Общие тарифы страховых взносов на пенсионное страхование составляют в 2017 г.:[6]
| База (годовая заработная плата до уплаты налогов) | Тариф страхового взноса | Страховая пенсия для лиц 1966 г. р. и старше                                   | Страховая пенсия для лиц 1967 г. р. и моложе                                   | Накопительная пенсия 1967 г. р. и моложе |
| В пределах предельной базы (876 тыс. руб.)        | 22 %                    | 22 %, из них 6 % — солидарная часть тарифа, 16 % — индивидуальная часть тарифа | 22 %, из них 6 % — солидарная часть тарифа, 16 % — индивидуальная часть тарифа | 0 %                                      |
| Свыше предельной базы                             | 10 %                    | 10 % — солидарная часть тарифа                                                 | 10 % — солидарная часть тарифа                                                 | 0 %                                      |

### Страховая пенсия по старости
Страховая пенсия по старости — это ежемесячная денежная выплата в целях компенсации застрахованным лицам заработной платы и иных выплат и вознаграждений, утраченных ими в связи с наступлением нетрудоспособности вследствие старости при достижении установленного законом возраста.
По 2018 год право на страховую пенсию по старости имеют мужчины, достигшие возраста 60 лет, и женщины, достигшие 55 лет. Затем, в период 2019—2028 годов, пенсионный возраст будет постепенно повышен до 65 лет у мужчин и 60 у женщин. Предусмотрены нарастающие от года к году требования по стажу и индивидуальному пенсионному коэффициенту. В 2017 году минимальный страховой стаж должен был составлять 8 лет; с каждым годом он увеличивается на один год, пока не достигнет 15 лет (в 2018 году — 9, в 2019 году — 10 и т. д.).
Отдельные категории граждан, указанные в статьях 30, 31, 32 Федерального закона от 28.12.2013 № 400-ФЗ «О страховых пенсиях», имеют право на досрочное назначение страховой пенсии. 1 января 2017 года вступил в силу закон о поэтапном, каждый год по полгода, увеличении пенсионного возраста чиновников (государственных и муниципальных служащих) до 65 для мужчин и до 63 лет для женщин.
Примечательно, что средняя продолжительность жизни у мужчин составляет 65,1 года, 76,3 года — у женщин.
Размер страховой пенсии по старости определяется по формуле[11]:
СТРАХОВАЯ ПЕНСИЯ = СУММА ВАШИХ ПЕНСИОННЫХ БАЛЛОВ * СТОИМОСТЬ ПЕНСИОННОГО БАЛЛА в году назначения пенсии + ФИКСИРОВАННАЯ ВЫПЛАТА
или
СП = ИПК * СИПК + (ФВ * КвФВ), где:
- СП — страховая пенсия
- ИПК — это сумма всех пенсионных баллов, начисленных на дату назначения гражданину страховой пенсии
- СИПК — стоимость пенсионного балла в году назначения страховой пенсии.

В 2019 году — 87,24 руб. Ежегодно индексируется государством.
- ФВ — фиксированная выплата.

На 1 января 2019 года — 5334,19 руб. Ежегодно индексируется государством.
- КвФВ — коэффициент повышения ФВ, применяется при отсрочке обращения за назначением страховой пенсии.

Таким образом, расчёт страховой пенсии в 2019 году осуществляется по формуле:
СП = ИПК * 87,24 + (5334,19 * КвФВ)

### Страховая пенсия по инвалидности
Право на трудовую пенсию по инвалидности имеют граждане, признанные инвалидами I, II или III группы в порядке, предусмотренном Федеральным законом «О социальной защите инвалидов в Российской Федерации».
Размер страховой пенсии по потере трудоспособности рассчитывается так же, как и по старости. Отличие составляет размер фиксированной выплаты. Сумму пенсионных выплат можно определить следующим образом: СП = ИПК х СПК + ФВ, где:
1. СП — размер страховой пенсии;
2. ИПК — индивидуальный коэффициент пенсионера;
3. СПК — стоимость коэффициента на день назначения пенсии;
4. ФВ — фиксированная (базовая) выплата.

### Страховая пенсия по случаю потери кормильца
Право на трудовую пенсию по случаю потери кормильца имеют нетрудоспособные члены семьи умершего кормильца, состоявшие на его иждивении. Одному из родителей или супругу указанная пенсия назначается независимо от того, состояли они или нет на иждивении умершего кормильца.
Размер трудовой пенсии по случаю потери кормильца (за исключением трудовой пенсии по случаю потери кормильца детям, потерявшим обоих родителей, или детям умершей одинокой матери) каждому нетрудоспособному члену семьи умершего кормильца определяется по формуле:
П = ПК / (Т x К) / КН + Б, где
П — размер трудовой пенсии по случаю потери кормильца;
ПК — сумма расчётного пенсионного капитала умершего кормильца, учтенного по состоянию на день его смерти;
Т — количество месяцев ожидаемого периода выплаты пенсии по старости (228 месяцев в 2013 году);
К — отношение нормативной продолжительности страхового стажа кормильца (в месяцах) по состоянию на день его смерти к 180 месяцам. Нормативная продолжительность страхового стажа до достижения умершим кормильцем возраста 19 лет составляет 12 месяцев и увеличивается на 4 месяца за каждый полный год возраста начиная с 19 лет, но не более чем до 180 месяцев;
КН — количество нетрудоспособных членов семьи умершего кормильца, являющихся получателями указанной пенсии, установленной в связи со смертью этого кормильца по состоянию на день, с которого назначается трудовая пенсия по случаю потери кормильца соответствующему нетрудоспособному члену семьи;
Б — фиксированный базовый размер трудовой пенсии по случаю потери кормильца, который составляет 1281 руб. в месяц.

## Пенсия по государственному пенсионному обеспечению
Пенсия по государственному пенсионному обеспечению — ежемесячная государственная денежная выплата, которая предоставляется гражданам в целях компенсации им заработка (дохода), утраченного в связи с прекращением федеральной государственной гражданской службы при достижении установленной законом выслуги при выходе на страховую пенсию по старости (инвалидности); либо в целях компенсации утраченного заработка гражданам из числа космонавтов или из числа работников летно-испытательного состава в связи с выходом на пенсию за выслугу лет; либо в целях компенсации вреда, нанесенного здоровью граждан при прохождении военной службы, в результате радиационных или техногенных катастроф, в случае наступления инвалидности или потери кормильца, при достижении установленного законом возраста; либо нетрудоспособным гражданам в целях предоставления им средств к существованию.
Виды пенсий по государственному пенсионному обеспечению:
1. пенсия за выслугу лет;
2. пенсия по старости;
3. пенсия по инвалидности;
4. пенсия по случаю потери кормильца;
5. социальная пенсия.

### Пенсия за выслугу лет
Право на получение государственной пенсии за выслугу лет имеют:
1. Федеральные государственные служащие;
2. Военнослужащие (за исключением граждан, проходивших военную службу по призыву в качестве солдат, матросов, сержантов и старшин)[67];
3. Космонавты;
4. Работники летно-испытательного состава.

Федеральные государственные гражданские служащие при наличии стажа государственной гражданской службы не менее 25 лет и увольнении с федеральной государственной гражданской службы до приобретения права на страховую пенсию по старости (инвалидности) имеют право на пенсию за выслугу лет, если непосредственно перед увольнением они замещали должности федеральной государственной гражданской службы не менее 7 лет.
Пенсия за выслугу лет устанавливается к страховой пенсии по старости (инвалидности), назначенной в соответствии с Федеральным законом от 28 декабря 2013 г. № 400-ФЗ «О страховых пенсиях», и выплачивается одновременно с ней.
Пенсия за выслугу лет устанавливается Законом РФ 4468-1
Увеличение требуемой продолжительности стажа федеральных государственных гражданских служащих при определении права на пенсию за выслугу лет и исчислении её размера, не распространяются на следующих лиц:
- на федеральных государственных гражданских служащих, приобретших право на пенсию за выслугу лет в соответствии с пунктами 1 и 1.1 статьи 7 Федерального закона от 15 декабря 2001 года № 166-ФЗ и уволенных (освобожденных от замещаемой должности) с федеральной государственной гражданской службы до 1 января 2017 года;
- на лиц, замещающих на 1 января 2017 года должности федеральной государственной гражданской службы и имеющих на этот день стаж федеральной государственной гражданской службы для назначения пенсии за выслугу лет не менее 20 лет;
- на лиц, замещающих на 1 января 2017 года должности федеральной государственной гражданской службы, имеющих на этот день не менее 15 лет указанного стажа и приобретших до 1 января 2017 года право на страховую пенсию по старости (инвалидности) в соответствии с Федеральным законом от 28 декабря 2013 года № 400-ФЗ «О страховых пенсиях».

### Социальная пенсия
Гражданам, не имеющим по каким-либо причинам права на трудовую пенсию, устанавливается социальная пенсия. Законодательством предусмотрены следующие виды социальных пенсий: социальная пенсия по старости (для мужчин, достигших 65 лет, и женщин, достигших 60 лет, — указанные цифры действительны по конец 2018 года, далее будет происходить постепенное повышение до 70 (65) лет для мужчин (женщин)), социальная пенсия по инвалидности, социальная пенсия по случаю потери кормильца.
По состоянию на апрель 2017 года размер социальной пенсии по старости составляет 5034,25 рубля в месяц, размер социальной пенсии на апрель 2017 года по инвалидности для детей-инвалидов, инвалидов I группы и инвалидов с детства I и II группы — 12 082,06 рубля в месяц.

### Пенсионное обеспечение спортсменов
Пенсии профессиональных спортсменов в России формируются особым образом. Дополнительно к страховой пенсии они могут получать президентскую стипендию и другие выплаты, которые назначаются в зависимости от спортивных достижений. Так, президентская стипендия, назначаемая за золотую медаль в Олимпийских играх имеет постоянный размер — 52 тысячи, и выплачивается пожизненно. С 2018 года её начали выплачивать серебряным, и бронзовым призёрам Олимпиад, размер выплаты — 24 и 18 тысяч рублей в месяц соответственно. Существуют и региональные, в частности московские выплаты спортсменам. С 1 января 2024 года, прибавка к пенсиям, которая сегодня начисляется чемпионам Олимпийских, Паралимпийских и Сурдлимпийских игр будет, также, распространяться на тренеров, которые подготовили таких чемпионов и входили в состав сборных команд СССР, РФ и объединенных команд, которые включали в себя спортсменов государств — бывших республик СССР. Эта прибавка составит 250 % от размера социальной пенсии — 12 585 рублей в месяц.

### Расчёт выплаты
Федеральный закон о выплате пенсий регламентирует также и порядок расчёта выплат.
Страховое обеспечение определяется по следующей формуле:
Отчисления = (величина баллов * цена одного ИПК) + фиксированная часть страховой пенсии
Размер фиксированной выплаты пенсии зависит от следующих факторов:
- места проживания гражданина;
- типа выплаты — по старости, инвалидности или потере кормильца;
- наличия лиц на иждивении;
- принадлежности гражданина к льготной категории.

Расчёт государственной выплаты сложнее и зависит от вида перечислений и категории получателя. Она представляет собой процент от денежного довольствия служащего с применением различных повышающий и понижающих коэффициентов или процент от социальной выплаты для «чернобыльцев», блокадных ленинградцев и так далее.

## Доплаты к пенсии до прожиточного минимума пенсионера
Всем неработающим пенсионерам, у которых общая сумма материального обеспечения не достигает величины прожиточного минимума пенсионера (ПМП) в регионе его проживания, устанавливается федеральная или региональная социальная доплата к пенсии до величины ПМП, установленного в регионе проживания пенсионера.
Федеральная социальная доплата выплачивается учреждениями ПФР и устанавливается в случае, если общая сумма денежных выплат неработающему пенсионеру не достигает величины прожиточного минимума пенсионера, установленного в регионе проживания, которая, в свою очередь, не достигает величины прожиточного минимума пенсионера в целом по Российской Федерации.
Региональная социальная доплата выплачивается органами социальной защиты региона в случае, если прожиточный минимум пенсионера в субъекте РФ выше, чем аналогичный показатель по Российской Федерации, а общая сумма денежных выплат неработающему пенсионеру ниже регионального ПМП.
При подсчёте общей суммы материального обеспечения неработающего пенсионера учитываются суммы следующих денежных выплат:
- пенсии (части пенсии);
- дополнительного материального (социального) обеспечения;
- ежемесячной денежной выплаты (включая стоимость набора социальных услуг);
- иных мер социальной поддержки, установленных законодательством субъектов РФ в денежном выражении (за исключением мер социальной поддержки, предоставляемых единовременно).

Кроме того, при подсчёте общей суммы материального обеспечения пенсионера учитываются денежные эквиваленты предоставляемых ему мер социальной поддержки по оплате пользования телефоном, жилых помещений и коммунальных услуг, проезда на всех видах пассажирского транспорта, а также денежные компенсации расходов по оплате этих услуг.

### Прожиточный минимум в субъектах РФ (2017)
В большинстве субъектов Российской Федерации прожиточный минимум пенсионера в 2017 году составлял от 7500 до 8500 рублей в месяц. Заметно выше этой величины прожиточный минимум был в Москве (11 561 руб.), а также в некоторых северных и восточных регионах: в частности, в Ненецком автономном округе (17 092 руб.), в Магаданской области (15 460 руб.), на Чукотке (19 000 руб.). Таблица по всем субъектам РФ приведена ниже.
| Прожиточный минимум пенсионера (таблица) | Прожиточный минимум пенсионера (таблица)                                                   | Прожиточный минимум пенсионера (таблица)                                                         | Прожиточный минимум пенсионера (таблица) |
| ---------------------------------------- | ------------------------------------------------------------------------------------------ | ------------------------------------------------------------------------------------------------ | ---------------------------------------- |
| Наименование субъекта РФ                 | Величина прожиточного минимума пенсионера в субъекте РФ (установленная или предполагаемая) | Нормативный правовой акт в соответствии с которым установлена эта величина прожиточного минимума | СД                                       |
| В целом по РФ                            | 8540                                                                                       | Закон от 19.12.2016 № 415-ФЗ                                                                     |                                          |
|                                          | Центральный федеральный округ                                                              |                                                                                                  |                                          |
| Белгородская область                     | 8016                                                                                       | Закон от 31.10.2016 № 103                                                                        | ФСД                                      |
| Брянская область                         | 8095                                                                                       | Закон от 03.10.2016 № 83-З                                                                       | ФСД                                      |
| Владимирская область                     | 8377                                                                                       | Закон от 28.10.2016 № 119-ОЗ                                                                     | ФСД                                      |
| Воронежская область                      | 8390                                                                                       | Закон от 24.10.2016 № 116-ОЗ                                                                     | ФСД                                      |
| Ивановская область                       | 7977                                                                                       | Закон от 31.10.2016 № 90-ОЗ                                                                      | ФСД                                      |
| Калужская область                        | 8337                                                                                       | Закон от 07.11.2016 № 117-ОЗ                                                                     | ФСД                                      |
| Костромская область                      | 8450                                                                                       | Закон 26.10.2016 № 155-6-ЗКО                                                                     | ФСД                                      |
| Курская область                          | 7460                                                                                       | Закон от 21.10.2016 № 69-ЗКО                                                                     | ФСД                                      |
| Липецкая область                         | 8540                                                                                       | Закон от 09.11.2016 № 9-ОЗ                                                                       | ФСД                                      |
| Орловская область                        | 8434                                                                                       | Закон от 07.11.2016 № 2033-ОЗ                                                                    | ФСД                                      |
| Рязанская область                        | 8456                                                                                       | Закон от 11.10.2016 № 66-ОЗ                                                                      | ФСД                                      |
| Смоленская область                       | 8510                                                                                       | Закон от 28.10.2016 № 102-3                                                                      | ФСД                                      |
| Тамбовская область                       | 7468                                                                                       | Закон от 31.10.2016 № 5-З                                                                        | ФСД                                      |
| Тверская область                         | 8540                                                                                       | Закон от 28.10.2016 № 70-ЗО                                                                      | ФСД                                      |
| Тульская область                         | 8487                                                                                       | Закон от 27.10.2016 № 77-ЗТО                                                                     | ФСД                                      |
| Ярославская область                      | 8163                                                                                       | Закон от 31.10.2016 № 65-3                                                                       | ФСД                                      |
| Москва                                   | 11 561                                                                                     | Закон от 28.09.2016 № 29                                                                         | РСД                                      |
| Московская область                       | 9161                                                                                       | Закон от 31.10.2016 № 126/2016-03                                                                | РСД                                      |
|                                          | Северо-Западный федеральный округ                                                          |                                                                                                  |                                          |
| Республика Карелия                       | 8540                                                                                       | Закон от 01.11.2016 № 2057-ЗРК                                                                   | ФСД                                      |
| Республика Коми                          | 9821                                                                                       | Закон от 27.10.2016 № 98-РЗ                                                                      | РСД                                      |
| Архангельская область                    | 10 816                                                                                     | Закон от 28.10.2016 № 483-29-ОЗ                                                                  | РСД                                      |
| Ненецкий а.о.                            | 17 092                                                                                     | Закон от 03.10.2016 № 244-оз                                                                     | РСД                                      |
| Вологодская область                      | 8540                                                                                       | Закон от 20.10.2016 № 3993-ОЗ                                                                    | ФСД                                      |
| Калининградская область                  | 8540                                                                                       | Закон от 30.11.2016 № 17                                                                         | ФСД                                      |
| г. Санкт-Петербург                       | 8540                                                                                       | Закон от 13.12.2016 № 699—113                                                                    | ФСД                                      |
| Ленинградская область                    | 8503                                                                                       | Закон от 15.11.2016 № 85-оз                                                                      | ФСД                                      |
| Мурманская область                       | 12 090                                                                                     | Закон от 31.10.2016 № 2043-01-ЗМО                                                                | РСД                                      |
| Новгородская область                     | 8483                                                                                       | Закон от 31.10.2016 № 11-ОЗ                                                                      | ФСД                                      |
| Псковская область                        | 8540                                                                                       | Закон от 08.11.2016 № 1687-ОЗ                                                                    | ФСД                                      |
|                                          | Северо-Кавказский федеральный округ                                                        |                                                                                                  |                                          |
| Республика Дагестан                      | 8374                                                                                       | Закон от 31.10.2016 № 56                                                                         | ФСД                                      |
| Республика Ингушетия                     | 8400                                                                                       | Закон от 28.10.2016 № 37-РЗ                                                                      | ФСД                                      |
| Кабардино-Балкарская Республика          | 8500                                                                                       | Закон от 30.09.2016 № 45-РЗ                                                                      | ФСД                                      |
| Карачаево-Черкесская Республика          | 8410                                                                                       | Закон от 27.09.2016 № 57-РЗ                                                                      | ФСД                                      |
| Республика Северная Осетия-Алания        | 8410                                                                                       | Закон от 18.10.2016 № 51-РЗ                                                                      | ФСД                                      |
| Чеченская Республика                     | 8535                                                                                       | Закон от 30.12.2016 № 50-РЗ                                                                      | ФСД                                      |
| Ставропольский край                      | 7975                                                                                       | Закон от 28.10.2016 № 85-кз                                                                      | ФСД                                      |
|                                          | Южный федеральный округ                                                                    |                                                                                                  |                                          |
| Республика Адыгея                        | 8138                                                                                       | Закон от 27.10.2016 № 3                                                                          | ФСД                                      |
| Республика Калмыкия                      | 7 667                                                                                      | Закон от 16.09.2016 № 194-V-З                                                                    | ФСД                                      |
| Краснодарский край                       | 8478                                                                                       | Закон от 17.11.2016 № 3492-КЗ                                                                    | ФСД                                      |
| Астраханская область                     | 7665                                                                                       | Закон от 24.10.2016 № 63/2016-ОЗ                                                                 | ФСД                                      |
| Волгоградская область                    | 8535                                                                                       | Закон от 28.10.2016 № 102-ОД                                                                     | ФСД                                      |
| Ростовская область                       | 8488                                                                                       | Закон от 20.10.2016 № 646-ЗС                                                                     | ФСД                                      |
| Республика Крым                          | 8410                                                                                       | Закон от 26.10.2016 № 291-ЗРК/2016                                                               | ФСД                                      |
| г. Севастополь                           | 8532                                                                                       | Закон от 14.12.2016 № 303-ЗС                                                                     | ФСД                                      |
|                                          | Приволжский федеральный округ                                                              |                                                                                                  |                                          |
| Республика Башкортостан                  | 8015                                                                                       | Закон от 27.10.2016 № 409-3                                                                      | ФСД                                      |
| Республика Марий Эл                      | 7967                                                                                       | Закон от 05.10.2016 № 31-З                                                                       | ФСД                                      |
| Республика Мордовия                      | 7879                                                                                       | Закон от 27.10.2016 № 83-З                                                                       | ФСД                                      |
| Республика Татарстан                     | 8232                                                                                       | Закон от 29.09.2016 № 68-ЗРТ                                                                     | ФСД                                      |
| Удмуртская Республика                    | 8502                                                                                       | Закон от 31.10.2016 № 69-РЗ                                                                      | ФСД                                      |
| Чувашская Республика                     | 7720                                                                                       | Закон от 20.10.2016 № 55                                                                         | ФСД                                      |
| Кировская область                        | 8474                                                                                       | Закон от 12.10.2016 № 3-ЗО                                                                       | ФСД                                      |
| Нижегородская область                    | 8082                                                                                       | Закон от 30.08.2016 № 119-З                                                                      | ФСД                                      |
| Оренбургская область                     | 7786                                                                                       | Закон от 27.10.2016 № 36/14-VI-ОЗ                                                                | ФСД                                      |
| Пензенская область                       | 7835                                                                                       | Закон от 10.10.2016 № 2969-ЗПО                                                                   | ФСД                                      |
| Пермский край                            | 8473                                                                                       | Закон от 08.11.2016 № 13-ПК                                                                      | ФСД                                      |
| Самарская область                        | 8173                                                                                       | Закон от 31.10.2016 № 109-ГД                                                                     | ФСД                                      |
| Саратовская область                      | 7700                                                                                       | Закон от 27.10.2016 № 134-ЗСО                                                                    | ФСД                                      |
| Ульяновская область                      | 8271                                                                                       | Закон от 27.09.2016 № 141-ЗО                                                                     | ФСД                                      |
|                                          | Уральский федеральный округ                                                                |                                                                                                  |                                          |
| Курганская область                       | 8500                                                                                       | Закон от 25.10.2016 № 75                                                                         | ФСД                                      |
| Свердловская область                     | 8540                                                                                       | Закон от 19.12.2016 № 154-ОЗ                                                                     | ФСД                                      |
| Тюменская область                        | 8540                                                                                       | Закон от 08.11.2016 № 98                                                                         | ФСД                                      |
| Челябинская область                      | 8523                                                                                       | Закон от 28.10.2016 № 433-ЗО                                                                     | ФСД                                      |
| Ханты-Мансийский а.о.-Югре               | 11 258                                                                                     | Закон от 07.09.2016 № 70-оз                                                                      | РСД                                      |
| Ямало-Ненецкий а.о.                      | 13 425                                                                                     | Закон от 31.10.2016 № 81-ЗАО                                                                     | РСД                                      |
|                                          | Сибирский федеральный округ                                                                |                                                                                                  |                                          |
| Республика Алтай                         | 8453                                                                                       | Закон от 25.11.2016 № 77-РЗ                                                                      | ФСД                                      |
| Республика Бурятия                       | 8540                                                                                       | Закон от 06.10.2016 № 2016-V                                                                     | ФСД                                      |
| Республика Тыва                          | 8540                                                                                       | Закон от 01.11.2016 № 224-ЗРТ                                                                    | ФСД                                      |
| Республика Хакасия                       | 8519                                                                                       | Закон от 12.12.2016 № 90-ЗРХ                                                                     | ФСД                                      |
| Алтайский край                           | 8363                                                                                       | Закон от 03.11.2016 № 69-ЗС                                                                      | ФСД                                      |
| Красноярский край                        | 8540                                                                                       | Закон от 24.11.2016 № 2-100                                                                      | ФСД                                      |
| Иркутская область                        | 8536                                                                                       | Закон от 12.12.2016 № 103-ОЗ                                                                     | ФСД                                      |
| Кемеровская область                      | 8208                                                                                       | Закон от 28.09.2016 № 66-ОЗ                                                                      | ФСД                                      |
| Новосибирская область                    | 8538                                                                                       | Закон от 28.11.2016 № 118-ОЗ                                                                     | ФСД                                      |
| Омская область                           | 8217                                                                                       | Закон от 31.10.2016 № 1909-ОЗ                                                                    | ФСД                                      |
| Томская область                          | 8497                                                                                       | Закон от 03.11.2016 № 115-ОЗ                                                                     | ФСД                                      |
| Забайкальский край                       | 8540                                                                                       | Закон от 13.12.2016 № 1419-ЗЗК                                                                   | ФСД                                      |
|                                          | Дальневосточный федеральный округ                                                          |                                                                                                  |                                          |
| Республика Саха (Якутия)                 | 13 807                                                                                     | Закон от 26.10.2016 № 1027-V                                                                     | РСД                                      |
| Приморский край                          | 8967                                                                                       | Закон от 02.11.2016 № 4-К3                                                                       | РСД                                      |
| Хабаровский край                         | 10 895                                                                                     | Закон от 26.10.2016 № 206                                                                        | РСД                                      |
| Амурская область                         | 8540                                                                                       | Закон от 28.10.2016 № 3-ОЗ                                                                       | ФСД                                      |
| Камчатский край                          | 16 400                                                                                     | Закон от 19.09.2016 № 836                                                                        | РСД                                      |
| Магаданская область                      | 15 460                                                                                     | Закон от 29.07.2016 № 2062-ОЗ                                                                    | РСД                                      |
| Сахалинская область                      | 12 151                                                                                     | Закон от 11.11.2016 № 90-ЗО                                                                      | РСД                                      |
| Еврейская авт.обл.                       | 8906                                                                                       | Закон от 19.10.2016 № 6-ОЗ                                                                       | РСД                                      |
| Чукотский а.о.                           | 19 000                                                                                     | Закон от 31.10.2016 № 97-ОЗ                                                                      | РСД                                      |
| г. Байконур                              | 8540                                                                                       |                                                                                                  | ФСД                                      |

### Компенсационные выплаты к пенсии для работающих пенсионеров
В городе Москве для работающих пенсионеров имеющих ежемесячный доход ниже городского социального стандарта (в 2018 году — 17 500 рублей в месяц) предусмотрены ежемесячные компенсационные выплаты при условии, что они зарегистрированы в Москве по месту жительства не менее 10 лет.

## Региональные различия
6 июля 2020 года Министерство труда и социальной защиты РФ назвало российские регионы с самыми высокими и самыми низкими пенсиями. Так, самые высокие пенсии у россиян в Чукотском (28 219 рублей) и Ненецком автономных округах (25 215 рублей), Камчатском крае (24 410 рублей) и Магаданской области (24 305 рублей), а самые низкие — в Дагестане (12 411 рублей), Кабардино-Балкарии (12 473 рубля) и Калмыкии (13 350 рублей).